# TSPAN8
TSPAN8 (англ. Tetraspanin 8) – білок, який кодується однойменним геном, розташованим у людей на короткому плечі 12-ї хромосоми. Довжина поліпептидного ланцюга білка становить 237 амінокислот, а молекулярна маса — 26 044.
| 10         |  | 20         |  | 30         |  | 40         |  | 50         |
| ---------- |  | ---------- |  | ---------- |  | ---------- |  | ---------- |
| MAGVSACIKY |  | SMFTFNFLFW |  | LCGILILALA |  | IWVRVSNDSQ |  | AIFGSEDVGS |
| SSYVAVDILI |  | AVGAIIMILG |  | FLGCCGAIKE |  | SRCMLLLFFI |  | GLLLILLLQV |
| ATGILGAVFK |  | SKSDRIVNET |  | LYENTKLLSA |  | TGESEKQFQE |  | AIIVFQEEFK |
| CCGLVNGAAD |  | WGNNFQHYPE |  | LCACLDKQRP |  | CQSYNGKQVY |  | KETCISFIKD |
| FLAKNLIIVI |  | GISFGLAVIE |  | ILGLVFSMVL |  | YCQIGNK    |  |            |

A: Аланін

C: Цистеїн

D: Аспарагінова кислота

E: Глутамінова кислота

F: Фенілаланін

G: Гліцин

H: Гістидин

I: Ізолейцин

K: Лізин

L: Лейцин

M: Метіонін

N: Аспарагін

P: Пролін

Q: Глутамін

R: Аргінін

S: Серин

T: Треонін

V: Валін

W: Триптофан

Локалізований у мембрані.